# The Caddy
The Caddy è un cortometraggio muto del 1924 scritto e diretto da Arvid E. Gillstrom.

## Produzione
Il film fu prodotto dalla Century Film.

## Distribuzione
Distribuito dall'Universal Pictures, il film - un cortometraggio in due bobine - uscì nelle sale cinematografiche USA il